# Vješala (igra)
Igra vješala jedna je od igara s olovkom i papirom.
Igra se tako da na jedan papir treba nacrtati slovo L okrenuto naopako tako da na vrhu bude jedna mala crtica na koju ćete "objesiti" svog suparnika. Nakon toga zamislite u sebi jednu riječ i ne izgovarate ju na glas. Tada izbrojite u sebi koliko ta riječ ima slova i zapišite toliko crtica, npr. _ _ _ _ _ i napišite pored toga u kojoj je vrsti, npr. zamislite riječ avion i napišete iznad vozilo. Ili: zamislite riječ tulipan i napišete iznad cvijet. Tada od najmanje 2 člana igre pogađaju slova, ne odmah riječ, no ako je riječ točna i ona se može upisati. Ako netko ne kaže dobro, crtate mu dijelove tijela, a ako netko kaže slovo koje postoji u toj riječi upišite ga na odgovarajuću crticu, a ako ne postoji onda ga napišite ispod riječi. Ako više ljudi pogađa riječ, morate za svakoga nacrtati posebno "njegovo" vješalo.